# Bajdakiwka
Bajdakiwka (ukrainisch Байдаківка; russisch Байдаковка Baidakowka) ist ein Dorf im Westen der ukrainischen Oblast Dnipropetrowsk mit etwa 400 Einwohnern (2012).
Das gegen Ende des 18. Jahrhunderts gegründete Dorf trug zwischen 1922 und dem 19. Mai 2016 den Namen Cholodijiwka (ukrainisch Холодіївка; russisch Холодиевка Cholodijewka), nach dem 1920 im russischen Bürgerkrieg gefallenen Sowjetmilitärkommissar Anton Cholodija (Антон Холодія), danach erhielt es, im Rahmen der Dekommunisierung in der Ukraine, wieder seinen alten Namen Bajdakiwka.

## Geographie
Die Ortschaft liegt im Norden des Rajon Pjatychatky und grenzt im Nordwesten an den zur Oblast Kirowohrad gehörenden Rajon Oleksandrija. Die Siedlung städtischen Typs Lychiwka liegt 10 km nordöstlich des Dorfes, das Rajonzentrum Pjatychatky 34 km südlich von Bajdakiwka. In der Gemeinde liegt eine Quelle des Omelnyk (ukrainisch Омельник), einem Nebenfluss des Dnepr.

## Verwaltungsgliederung
Am 12. August 2016 wurde das Dorf ein Teil der neugegründeten Siedlungsgemeinde Lychiwka, bis dahin bildete es zusammen mit den Dörfern Hramiwka (ukrainisch Грамівка), Hryhoriwka (ukrainisch Григорівка), Jakowliwka (ukrainisch Яковлівка), Myroniwka (ukrainisch Миронівка), Tscherwona Hirka (ukrainisch Червона Гірка), Wolodymyriwka (ukrainisch Володимирівка), Zwile (ukrainisch Цвіле) die gleichnamige Landratsgemeinde Cholodijiwka (Холодіївська сільська рада/Cholodijiwska silska rada) im Norden des Rajons Pjatychatky.
Am 17. Juli 2020 kam es im Zuge einer großen Rajonsreform zum Anschluss des Rajonsgebietes an den Rajon Kamjanske.

## Bevölkerungsentwicklung
| 2001 | 2008 | 2009 | 2010 | 2011 | 2012 |
| ---- | ---- | ---- | ---- | ---- | ---- |
| 510  | 426  | 426  | 425  | 414  | 407  |